# Aqueduto de Santo Antão do Tojal
O Aqueduto de Santo Antão do Tojal fica situado em Santo Antão do Tojal, na atual freguesia de Santo Antão e São Julião do Tojal, no município de Loures.
O aqueduto, com uma arcaria de cerca de dois quilómetros de comprimento, integrando o Conjunto Monumental de Santo Antão do Tojal, foi construído sob a direção de Antonio Canevari, em 1728, portanto, antes do Aqueduto das Águas Livres. 
O aqueduto, com origem em Pintéus, abastecia de água a Quinta e Palácio da Mitra, propriedade do patriarcado de Lisboa.
O Aqueduto alimentava duas fontes: o chafariz público, ao cimo da povoação, junto à estrada para São Julião do Tojal, e o chafariz monumental, disposto ao cimo de uma escadaria de gosto italiano, constituído pela pia, tanque e bicas.